# Erzsébet-díj
Az Erzsébet–díj Spéter Erzsébet által alapított művészeti díj, melyet 1987-1994 között osztottak ki egy szakmai zsűri ajánlásai alapján. A határon túliak Erzsébet-díját Sylvania-díj néven is emlegették.

## Díjazottak
- Bánsági Ildikó 1987, 1990
- Cserhalmi György 1987, 1990
- Gregor József 1987
- Kállai Ferenc 1987
- Kemenes Fanni 1987, 1993
- Kubik Anna 1987
- Tokody Ilona 1987
- Tolnay Klári 1987
- Tordy Géza 1987
- Bács Ferenc 1988
- Bubik István 1988
- Halász Judit 1988
- Udvaros Dorottya 1988, 1989
- Vágó Nelly 1988, 1989
- Darvas Iván 1989
- Kalmár Magda 1989
- Koltai Róbert 1989
- Nádas Péter 1989
- Peterdi Pál 1989
- Csíky András 1990
- Huszti Péter 1990
- Kincses Veronika 1990
- Mikó István 1990
- Oszvald Marika 1990
- Simándy József 1990
- Sólyom-Nagy Sándor 1990
- Spiró György 1990
- Lukács Sándor 1991
- Nádas György 1991
- Schäffer Judit 1991
- Tolcsvay László 1991
- Antal Imre 1992
- Básti Juli 1992, 1994
- Gyurkovics Tibor 1992
- Hernádi Judit 1992
- Moór Marianna 1992
- Psota Irén 1992
- Sztankay István 1992
- Zempléni Mária 1992
- Csűrös Karola 1993
- Eperjes Károly 1993
- Eszenyi Enikő 1993
- Esztergályos Cecília 1993
- Mácsai Pál 1993
- Magyar Attila 1993
- Mészöly Katalin 1993
- Molnár András 1993
- Sas József 1993
- Sütő András 1993
- Szále László 1993
- Szirtes Ági 1993
- Kulka János 1994
- Maksa Zoltán 1994
- Orosz Lujza 1994
- Szakácsi Sándor 1994